# Palaeoluna bogotensis
Palaeoluna es un género de plantas extintas perteneciente a la familia Menispermaceae, con una única especie conocida, P. bogotensis. Este género está estrechamente relacionado con los géneros vivos Stephania, Cissampelos y Cyclea, todos los cuales comparten la característica de tener endocarpios con extremidades de lóculos muy desiguales.

## Etimología
El nombre Palaeoluna proviene del griego palaios que significa antiguo y el latín luna, y hace referencia a la forma distintiva de la luna de este endocarpio fósil. El epíteto o la especie tipo, bogotensis, se refiere a la Formación Bogotá.

## Distribución
Palaeoluna bogotensis solo se conoce por la Formación Bogotá del Paleoceno medio-tardío en la Cordillera Oriental de Colombia. Una especie similar clasificada provisionalmente como Palaeoluna sp. se conoce del Paleoceno de Wyoming en Estados Unidos (Formación Fort Union).

## Paleoclima y ambiente
Palaeoluna bogotensis vivió en las selvas tropicales del norte de Suramérica. Como la mayoría de las especies de la familia, esta especie se interpreta como una liana que crecía en bosques lluviosos con suelos bien desarrollados junto a sistemas fluviales anastomosados.